# Эйделотт, Джейк
Джейкоб Стюарт Эйделотт (англ. Jacob Stuart Aydelott; 6 июля 1861, Норт-Манчестер, Индиана — 22 октября 1926, Детройт, Мичиган) — американский бейсболист и тренер, играл на позиции питчера. Выступал за клубы Американской ассоциации «Индианаполис Хузиерс» и «Филадельфия Атлетикс».

## Биография
Джейк Эйделотт родился 6 июля 1861 года в Норт-Манчестере в штате Индиана. В чемпионате Американской ассоциации, главной лиге того времени, он дебютировал в мае 1884 года. В составе «Индианаполис Хузиерс» он провёл двенадцать игр. В июне его исключили из команды по собственному желанию: Эйделотт жаловался на боли в руке и заявил, что не хочет получать деньги за плохую игру. Второй раз он появился в Американской ассоциации в сезоне 1886 года, сыграв два матча за «Филадельфию Атлетикс».
В течение десяти лет с 1884 года Эйделотт играл в младших лигах, в каждой из своих команд он был капитаном и тренером. Клубы, за которые он выступал, представляли Нью-Орлеан, Эвансвилл, Блафтон и Джэксонвилл. Позднее он стал известен как изобретатель настольной игры, получившей название «Салонный бейсбол» (англ. Parlor Base Ball).
После окончания карьеры Эйделотт жил в Детройте, работал на кондитерской фабрике. Он скончался от сифилиса 22 октября 1926 года в возрасте 65 лет.